# Vero (Gália)
Vero (em latim: Verus) foi um aristocrata romano da Gália do fim do século V ou começo do VI. Era possivelmente homem claríssimo. Foi destinatário de uma carta de Rurício de Limoges.